# Lepas anatifera

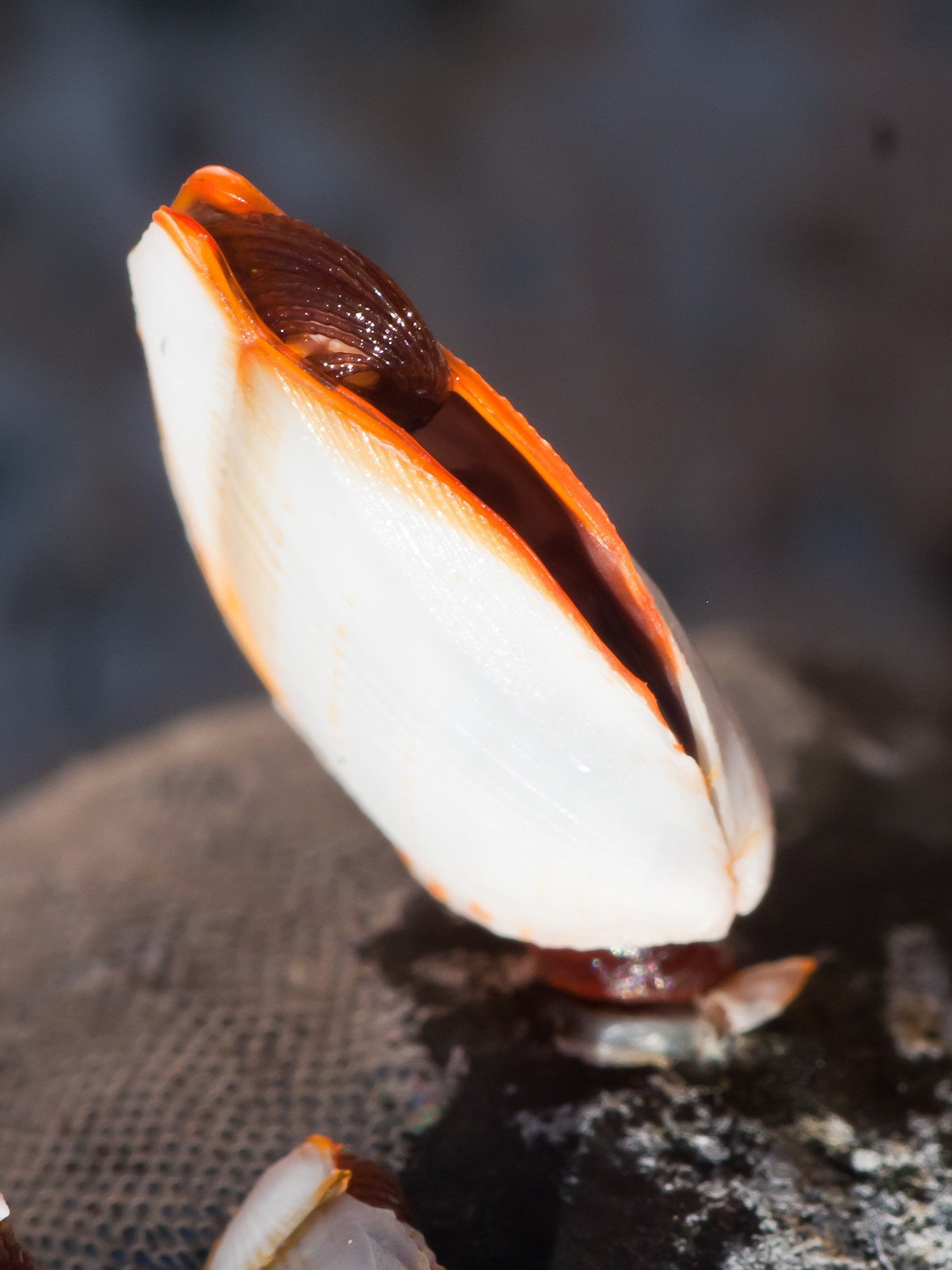
Individuum von Lepas anatifera in Quintana Roo (Mexico)

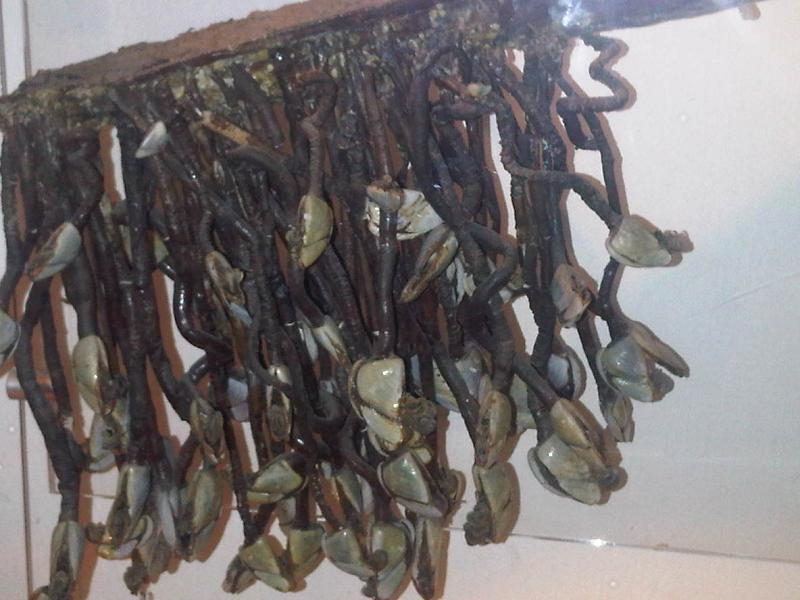
Die Pedunculi von Lepas anatifera können sehr lang werden. Natural History Museum, London

Lepas anatifera ist eine Art der Entenmuscheln in der Klasse der Rankenfußkrebse, die weltweit in Ozeanen an Treibgut zu finden ist.

## Merkmale
Das muschelartige Capitulum („Köpfchen“) von Lepas anatifera erreicht eine Länge von bis zu 5 cm, während der violett-braune Pedunculus, der biegsame, muskulöse Stiel, zwischen ungefähr 4 cm und sehr viel längeren 80 cm lang sein kann. Das Capitulum ist von 5 glatten, durchscheinenden, rot umrandeten Kalkplatten umschlossen, die durch schmale Lücken getrennt sind. Die Kalkplatten weisen parallel zu den Rändern Wachstumsstreifen und eine nur schwache radiale Skulpturierung auf. Wie bei anderen Rankenfüßern ist das Abdomen verkümmert, so dass vor allem Kopf und Thorax den im Capitulum verborgenen Körper ausmachen. Die braunen Cirren am Thorax dienen dem Heranstrudeln von Planktonnahrung aus dem Meerwasser.
Wie andere Entenmuscheln ist Lepas anatifera zwittrig. Die Krebse werden bei einer Länge des Capitulums von 2,5 cm geschlechtsreif. Die Eier werden durch Sperma anderer Individuen innerhalb des Capitulums befruchtet und verbleiben dort etwa 7 Tage, bis frei schwimmende, pelagische Nauplius-Larven schlüpfen. Diese entwickeln sich nach einiger Zeit weiter zu Cypris-Larven, die sich an einem treibenden Gegenstand festsetzen und zum sessilen Adulttier metamorphosieren.

## Verbreitung
Lepas anatifera ist als Kosmopolit in allen gemäßigten, subtropischen und tropischen Weltmeeren an Treibgut zu finden. Sie heftet sich auch an größere Wirbeltiere wie Meeresschildkröten oder Krokodile. Durch den Nordatlantikstrom gerät sie auch in kältere Gewässer, wo sie sich nicht fortpflanzen kann, so etwa vor Norwegen, den Shetland-Inseln oder selbst Spitzbergen.